# 布恩維爾 (北卡羅萊納州)
布恩維爾（英語：Boonville）是一個位於美國北卡羅萊納州亞德金縣的城鎮。

## 人口
根據2020年美國人口普查的數據，布恩維爾的面積為3.11平方千米，皆為陸地。當地共有人口1185人，而人口密度為每平方千米381人。